# バルネオラ門
バルネオラ門（Balneolaeota）は、2016年に提唱された門である。元々はバクテロイデス門に含まれていた。海洋性や好塩性の細菌を含む。2018年現在、NCBIやLPSNは独立門としているが、GTDBはバクテロイデス門にまとめている。
バルネオラ科は海水又は塩湖、製塩所などの高塩環境から分離され、ソオルティア科の1種はイランバダブソートのトラバーチンから分離された。BalneolaやSoortiaは弱い好塩性、それ以外は好塩性である。グラム陰性の細長い桿菌で、偏性従属栄養性、デンプンやゼラチンを含んだ培地で培養できる。大半が偏性好気性で若干の通性嫌気性の種を含む。コロニーはオレンジ色やピンク色に着色することが多い。
タイプであるバルネオラ属（Balneola）の由来は、最初に記載されたB. ウルガリス（B. vulgaris）が発見されたバニュルス＝シュル＝メールの古名Balneolaにちなむ。

## 分類
- "バルネオラ門"/"Balneolaeota"
  - バルネオラ綱/Balneolia 
    - バルネオラ目/Balneolales 
      - バルネオラ科/Balneolaceae 
        - Balneola、Aliifodinibius、Rhodohalobacter

      - ソオルティア科/Soortiaceae 
        - Soortia